# Rektorat (Hundisburg)

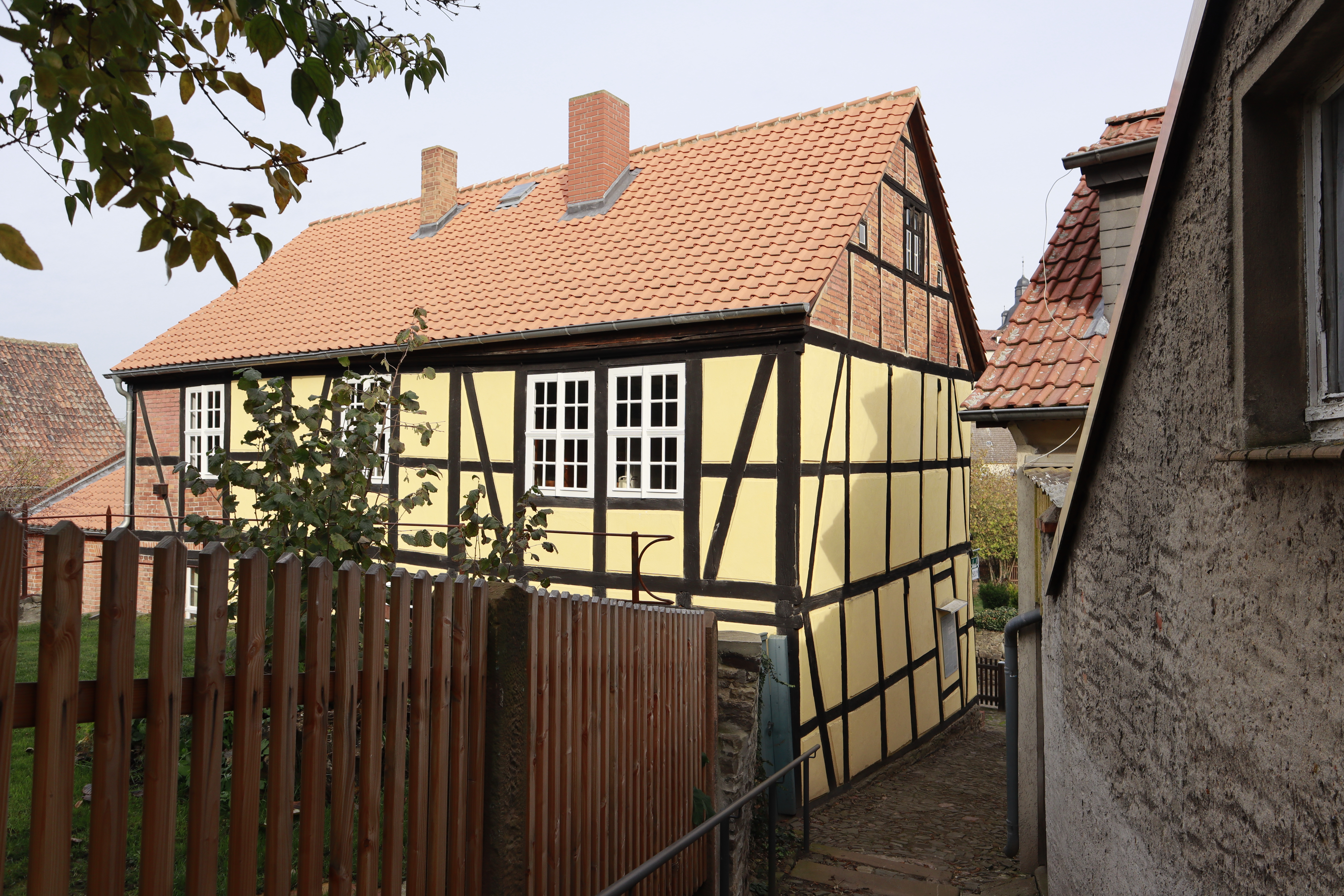
Gartenseite des Museums

Das Rektorat (auch: „Erste Schule“) im Haldensleber Stadtteil Hundisburg liegt an der Dönstedter Straße/Hauptstraße 15. Im örtlichen Denkmalverzeichnis wird dem Baukomplex eine besondere kulturgeschichtliche Bedeutung für Hundisburg zugesprochen. Gemeinsam mit dem schräg gegenüberliegenden Pfarrhof und der seitlich verlaufenden Kantortreppe bildet die Gebäudegruppe ein eindrückliches Ensemble dörflichen Kulturlebens.

## Geschichte
Ein erstes Schulhaus bestand in Hundisburg seit 1560. Im Jahr 1704 ließ der Besitzer des Schlosses Hundisburg, Johann Friedrich II. von Alvensleben, ein neues Schulgebäude im Dorf errichten. Das Haus wurde als „Rektorat“, später auch als „Schule I“ bezeichnet. Dieser schlichte Fachwerkbau umfasste neben der Lehrerwohnung nur eine Schulstube von 30 Quadratmetern für die damaligen 44 Schüler. Dieses Schulzimmer wurde zum Ende des 18. Jahrhunderts erstmals durch einen Anbau verlängert. Wegen steigender Schülerzahlen wurden bis zum Ende des 19. Jahrhunderts dann zwei weitere Schulgebäude im Dorf errichtet und die Schulstube im alten Rektorat erneut vergrößert. Das Rektorat ist die einzig erhaltene der ehemaligen Schulen in Hundisburg. Ihm kommt daher eine besondere kulturgeschichtliche Bedeutung zu.
Der Magdeburger Theologe und Historiker Samuel Walther war oft zu Gast im Hundisburger Rektorat. Hier wirkte sein Schwager, Johann Christian Wilda, mit dessen Familie Walthers Mutter lebte. Sein 1737 im Rektorat geborener Neffe Samuel Leberecht Wilda wurde später Domvogt in Magdeburg und war der Großvater des Schriftstellers Carl Leberecht Immermann.

## Schulmuseum
Im Jahr 1988 wurde das Rektorat zu einem Museum umgestaltet. Zunächst wurde das historische Klassenzimmer der Öffentlichkeit zugänglich gemacht. In der präsentierten Form verfügt es über originale Kreuzstockfenster, einen (geölten) Dielenfußboden und ein 1887 von der Tischlerei Rhese angefertigtes Lehrerpult. 2014/2015 kam es zu einer umfassenden Sanierung des Museumsgebäudes, die auch Hof und Stallung beinhaltete. Das Museum wurde in Folge erweitert. Seitdem sind auch die authentisch eingerichtete Lehrerwohnung und der Schulhof mit historischem Plumpsklo und Schweinestall Teil der Ausstellungsfläche. Das Gebäude gehört der Stadt Haldensleben, das Inventar dem Landkreis. Das Schulmuseum ist eine Außenstelle des Museums Haldensleben. Im Jahr 2016 fand hier die 7. Konferenz deutschsprachiger Schulmuseen und schulhistorischer Sammlungen statt.

## Architektur
Der als Rektorat bezeichnete Baukomplex besteht aus drei traufständigen, aneinandergereihten Gebäuden in erhöhter Lage über der Straße am Fuße des Kirchbergs. Das Haupthaus aus dem Jahr 1704 ist ein zweigeschossiges Fachwerkhaus, dem sich nach Westen hin zwei je eingeschossige Gebäude anschließen. Die drei Einheiten verfügen über Satteldächer. Der Komplex bildet eine sehr individuelle, malerische Straßenansicht.
Ein bemerkenswertes Detail aus der Erbauungszeit ist der Eingang in der Mitte des Haupthauses mit profilierten Gewänden und originalen Türblättern. Im oberen Stockwerk befindet sich die Lehrerwohnung. Die Raumstruktur dieser Wohnung ist erhalten, während das ebenerdige Klassenzimmer mehrfach umgebaut wurde.